# Fjodor Stepanowitsch Saltykow
Fjodor Stepanowitsch Saltykow (russisch Фёдор Степанович Салтыков; * im 17. Jahrhundert; † 13. August 1715 in London) war ein russischer Schiffbauer und Kommissionär.

## Leben
Saltykow, Sohn  des Bojaren Stepan Saltykow und Urenkel des Führers des propolnischen Teils der russischen Aristokratie in der Smuta Michail Saltykow, kam in seiner Jugend mit seinem Vater nach Sibirien.
Im Januar 1697 wurde Saltykow von Peter I. noch vor der Großen Gesandtschaft zum Studium der Seefahrt und des Schiffbaus in die Niederlande geschickt. Nach der Rückkehr trat er in die Garde ein. Er nahm an der Schlacht bei Narva 1700 teil, von wo er mit diplomatischem Auftrag zum polnischen König August II. geschickt wurde.
Saltykow wurde im Januar 1703 zum Schiffbau-Meister ernannt und arbeitete bis 1704 auf der Olonezer Werft in Lodeinoje Pole, von wo er Peter I. Berichte über den Bau der Schiffe schickte. Im Juni 1707 wurde er nach St. Petersburg gerufen, um in der dortigen Admiralität zu arbeiten. Bis 1711 arbeitete er in der St. Petersburger Admiralitätswerft und auf der Werft in Nowaja Ladoga, wo er auch eine Schnau nach Peters I. Zeichnung baute.
Im Juni 1711 wurde Saltykow für den Kauf von Linienschiffen in geheimer Mission ins Ausland geschickt. Auf der Suche nach kaufbaren Schiffen besuchte er Amsterdam, die niederländischen und englischen Seehäfen und Dünkirchen, um sich dann in London niederzulassen. Er kaufte insgesamt 11 Linienschiffe und 4 Fregatten und beaufsichtigte den Bau von Schiffen für die Russische Seekriegsflotte auf englischen und niederländischen Werften. Im Auftrag Peters I. warb er Meister und Matrosen an und kaufte Fernrohre. Infolge der unzureichenden Zahlungen der russischen Regierung für ihre Auslandsverpflichtungen und der Notlage der Navigatoren in London, deren Gehälter ausblieben, stand er vor großen Problemen. Die Frauen der gefangenen englischen Offiziere verfolgten ihn und verlangten den Freikauf ihrer Männer, worauf er unter Hausarrest gestellt wurde.
Saltykow beobachtete das westeuropäische Leben und studierte die englische Gesetzgebung. Er entwickelte ein Reformprogramm für die Erneuerung des russischen Staates zu einem mit den europäischen Staaten vergleichbaren Staat. Als Verfechter der Aufklärung betrafen seine Vorschläge den Aufbau eines Bildungssystems für alle einschließlich der Frauen, den Buchdruck, den Aufbau von Bibliotheken und Manufakturen, den nördlichen Seeweg nach China und Indien und die Erschließung Sibiriens und Zentralasiens. Er verfasste entsprechende Notizen, deren erster Teil im Dezember 1712 Peter I. vorgelegt wurde und 1891 mit dem Titel Proposizii erschien, während er den zweiten Teil im August 1714 vorlegte (1897 herausgegeben). Die meisten Vorschläge waren im Hinblick auf die russische Realität nicht sehr praktisch, so dass sie mit einigen wenigen Ausnahmen keinen direkten Einfluss auf die Reformpolitik Peters I. hatten.